# كوبري روض الفرج
كوبري روض الفرج، كوبري يصل بين حي روض الفرج بمدينة القاهرة إلى إمبابة بمحافظة الجيزة. إجمالي طول الكوبري 5 كم، منهم 500 م مقامة على نهر النيل، و2.5 كم عند مداخل روض الفرج، وأخيراً 2 كم عند مداخل إمبابة. أما عرض الكوبري فهو 35 م، وبه ثلاث فتحات ملاحية، عرض كل منها 130 - 75 75 متراً لكل منهم على الترتيب، والهيكل العلوي من الخرسانة سابقة الإجهاد، ونفذ بطريقة العربات المتحركة.